# 愛像太平洋
《愛像太平洋》是歌手任賢齊的流行音樂專輯，於1998年8月28日正式發行。其中《傷心太平洋》和《任逍遙》分別為台視電視劇神鵰俠侶的片尾曲和片頭曲。
該唱片於台灣賣破百萬張。

## 曲目
1. 對面的女孩看過來
2. 不要變
3. 傷心太平洋
4. 我是一隻魚
5. 心情車站
6. 風暴
7. 愛很瘋
8. 愛我愛我
9. 別哭
10. 安靜的人
11. 任逍遙
12. 心太軟
13. 很受傷

## 附註
- 台灣版有兩種封面:初版和慶功版
- 香港版與台灣版曲略有不同